# Hypendalia microscopica
Hypendalia microscopica är en fjärilsart som beskrevs av Emilio Berio 1962. Hypendalia microscopica ingår i släktet Hypendalia och familjen nattflyn. Inga underarter finns listade i Catalogue of Life.